# Сорокин, Николай Владимирович (гандболист)
Николай Владимирович Сорокин (род. 23 июля 1982) — российский гандболист, выступающий за клуб «Каустик». Мастер спорта.

## Карьера

### Клубная
Первый тренер Виктор Литвяк. Воспитанник волгоградской спортшколы. В 1999 году начал профессиональную карьеру в клубе «Каустик» (Волгоград), дважды становился серебряным призёром чемпионата России. В 2011 году перехшёл в украинский клуб «Мотор» Запорожье, с которым в сезоне 2012/13 выиграл чемпионат. В 2013 году перешёл в клуб «Пермские медведи». В 2016 году перешёл в «Дунэрю» (Кэлэраши).
Выступает за сборную России.

## Награды
- Серебряный призёр чемпионата России: 2000, 2009, 2015, 2016
- Чемпион Украины: 2013.
- Обладатель кубка Украины: 2013

## Статистика
Статистика Николая Сорокина в сезоне 2016/17 указана на 10.2.2017
| Сезон     | Клуб             | Лига              | Матчи | Голы | 7-метр | Голы |
| --------- | ---------------- | ----------------- | ----- | ---- | ------ | ---- |
| 2014-15   | Пермские медведи | Чемпионат России  | 2     | 0    | 0      | 0    |
| 2015-16   | Пермские медведи | Чемпионат России  | 11    | 0    | 0      | 0    |
| 2016-17   | Дунэря Кэлэраши  | Чемпионат Румынии | 15    | 0    | 0      | 0    |
| 2014—2016 | Итого            | Чемпионат России  | 13    | 0    | 0      | 0    |